# Pachygnatha clerckoides
Pachygnatha clerckoides är en spindelart som beskrevs av Jörg Wunderlich 1985. Pachygnatha clerckoides ingår i släktet Pachygnatha och familjen käkspindlar. Inga underarter finns listade i Catalogue of Life.